# Zach Lee
Zach Lee (né le 13 septembre 1991 à Plano, Texas, États-Unis) est un lanceur droitier de la Ligue majeure de baseball.

## Carrière
Zach Lee est le choix de premier tour des Dodgers de Los Angeles et 28e athlète sélectionné au total lors du repêchage amateur de 2010. Durant ses études secondaires, il excelle aussi au football américain et renonce à poursuivre sa carrière comme quart-arrière de l'université d'État de Louisiane pour accepter un premier contrat professionnel au baseball avec les Dodgers. Lee perçoit une prime à la signature de 5,25 millions de dollars, plus du double de la plus haute somme que les Dodgers avaient jusque-là consenti à l'un de leurs choix de repêchage.
Il amorce sa carrière professionnelle dans les ligues mineures en 2011. En 2013, il est nommé meilleur lanceur de ligues mineures parmi ceux des clubs affiliés des Dodgers, après une saison au niveau Double-A chez les Lookouts de Chattanooga. Lee gradue au niveau Triple-A des mineures en 2015. 
Il fait ses débuts dans le baseball majeur comme lanceur partant des Dodgers de Los Angeles le 25 juillet 2015 face aux Mets de New York. Il accorde 7 points mérités sur 11 coups sûrs en seulement 4 manches et deux tiers lancées dans ce premier départ.
Le 19 juin 2016, les Dodgers l'échangent aux Mariners de Seattle contre Chris Taylor. Lee ne joue aucun match pour Seattle et le 13 décembre 2016 est réclamé au ballottage par les Padres de San Diego, avec qui il évolue en 2017.